# Hutovo
Hutovo je naseljeno mjesto u općini Neum, Federacija BiH, BiH.

## Zemljopisni položaj i značajke
Nalazi se u južnoj Hercegovini, u središtu općine Neum, na nadmorskoj visini od 310 mnm. Prostire se u duljini od 3 km, od Prijevora do Okladnice. Zbog blizine mora klima je uglavnom mediteranska koju djelomično smanjuju planina Žaba i brdo Gradina. Prosječna temperatura u siječnju je 6°C, ljetna 25°C a prosječna godišnja 14°C. Najniža izmjerena temperatura od -16°C izmjerena je 16. veljače 1962., a najviša od 40°C 24. srpnja 1981.

## Povijest
Hutovo se u povijesnim izvorima prvi put spominje 28. prosinca 1423. godine, a drugi spomen mjesta potječe iz 1525., kada je fra Siksto iz Slanoga na blagdan sv. Pavla slavio svetu misu u Oltarištu uz jezero Vrutak.
O životu u prapovijesti svjedoči nalaz urbaniziranog naselja iz 4000. g. pr. Kr. na lokalitetu Prisjeka. Na lokalitetu Crkvine su ostatci iz kasnoantičkog i srednjovjekovnog razdoblja te ostatci kasnoantičke i srednjovjekovne crkve s grobljem. Ujedno, to je i nekropola s više od 100 stećaka, a u blizini nje je manja nekropola u Karasovicama.
Hutovo je bilo dijelom i nekadašnje humske župe Žaba koju prvi put spominje pop Dukljanin u 12. stoljeću u čijem su sastavu bili još i zapadni dijelovi Dubrovačkog primorja te današnje općine Zažablje u Republici Hrvatskoj. Nakon pada Huma te oslobođenja dalmatinskog dijela Zažablja od Turaka, nekada jedinstveni prostor podijeljen je između Osmanskog Carstva
te Mletačke i Dubrovačke Republike, a crkveno između Makarske, Trebinjskomrkanske i Dubrovačke biskupije.
Postoji predaja po kojoj su Hutovski grad izgradila trojica braće: Ranko, Grdan i Humko. Pred kraj života, s Lopate u Žabi su odapeli strijele i na mjestima gdje su one pale, odlučili se pokopati: mjesto na koje je pala Rankova strijela zove se danas Granač greb; mjesto na koje je pala Grdanova strijela zove se Grdoman; mjesto na koje je pala Humkova strijela (H)umac. Na ta se tri mjesta danas nalaze tri nekropole stećaka.
Kroz Hutovo je prolazio Put soli koji je vodio iz Stona prema Bosni. Tim je putem prošla kraljica Katarina 1463. kada je pred Turcima morala napustiti Bosnu. Na prijevoju Žabe i Gradine, na istom tom putu nalazi se Hutovska tvrđava koja potječe još iz rimskih vremena, s vremenom i potrebama nadograđivana. Selo se spominje u izvještaju splitskoga dominikanca Danijela iz 1589. godine.
Kroz Hutovo je prolazila i uskotračna željeznička pruga Gabela - Zelenika. Željeznička postaja u Hutovu radila je od 1901. do ukidanja pruge 30. svibnja 1976. Od 1907. radila i financijska uprava s filanačkom postavom, a od 1909. i pošta Hutovo. U Zapolju je od 1924. sjedište Općine Hutovo (kotar Stolac) koja se 1945. preimenuje u NOO Opštine Hutovo (srez Čapljina) i radi do ukidanja 1956., kada se pripaja NO Općini Čapljina. Postojala je i zemljoradnička zadruga "Jadran", koja se 1969. udružuje se s trgovačkom firmom "Bregava". Osnovna škola u Hutovu otvorena je 1932. Kao osmoljetna škola za općinu Neum djeluje od 1960./61. a svojevremeno ju je pohađalo skoro 900 učenika. Izdvajanjem iz župe Gradac, 1971. osnovana je župa Hutovo. Novoosnovanoj općini Neum Hutovo je pripojeno 1976. Iste je godine potopljen hutovski dio Popova polja da bi se napravilo akumulacijsko jezero Vrutak za potrebe buduće hidroelektrane. Do 1991. radila je obližnja farma pilića te pogon za proizvodnju plovila "Neumplast Hutovo".
Aktiviranjem tzv. velikoga šprenga kod željezničke postaje Zelenikovac, nadomak Hutova zaustavljen je prodor JNA prema dolini Neretve čiji je cilj bio odsijecanje juga Hrvatske. Od 1991. djeluje Društvo prijatelja starina "Hutovo", izdavač listova "Vrutak" i "Glas Hutova" te organizator manifestacija "Hutovski karneval" i "Ivanjski krijesovi". Od 2011. djeluje HKUD "Hutovo" koje je nastavilo s organizacijom manifestacije "Ivanjski krijesovi".

## Stanovništvo

### 1991.
Nacionalni sastav stanovništva 1991. godine, bio je sljedeći:
ukupno: 319
- Hrvati - 319

### 2013.
Nacionalni sastav stanovništva 2013. godine, bio je sljedeći:
ukupno: 201
- Hrvati - 200
- Bošnjaci - 1

## Župa Hutovo
Župa Hutovo osnovana je dekretom Biskupskog ordinarijata u Mostaru 23. kolovoza 1971. te posvećena Kristu Kralju. Od župe Gradac u njen sastav pripala su naselja Hutovo, Donji i Gornji Zelenikovac, Mramor i Prapratnica, a od župa Donje i Gornje Hrasno naselja Glumina, Previš, Tuhinje i Vjetrenik. Kao privremena župna crkva služila je kapela sv. Ivana, Luke i Gospe Lurdske. Gradnja sadašnje župne crkve započela je blagoslovom temelja na blagdan sv. Ivana 1976., a dovršena je i blagoslovljena 1980. U vrijeme osnivanja župa je imala 1018 župljana čiji se broj kroz vrijeme smanjivao: 1991. imala je 550, 2001. godine 306, 2010. godine 187, a 2020. godine 155 župljana.

### Popis župnika
- don Bariša Čarapina (1971. – 1982.)
- don Pavao Filipović (1982. – 1983.)
- don Mijo Klarić (1983. – 1986.)
- don Ivica Puljić (1986. – 1994.)
- don Aleksandar Boras (1994. – 1997.)
- don Pero Marić (1997. – 2017.)
- don Anđelko Planinić (2017.-)

## Znamenitosti

### Hutovska tvrđava
Nalazi se na cesti iz Hutova prema Neumu, podno planine Žabe, zapadno na brdu od Hutova, a datira iz rimskih vremena. Smještena je na strateškom mjestu, na vrhu prijelaza, kuda su prolazile karavani soli iz Stona prema unutrašnjosti.
Znanstvenici pretpostavljaju da je ovdje u rimsko doba vjerojatno bila neka rimska stražarnica koja je nadzirala cestu kroz Hutovo. Vjerojatno je poslije na istom mjestu u srednjem vijeku kakva manja kula koja je imala kakvu-takvu funkciju. Na važnosti je dobila u mletačko-turskim ratovima, a u mirnodopsko vrijeme bila je važna kao mjesto prijama karavana.
Zbog velike unutarnje zaravni pogodna je za pozornicu pod vedrim nebom, pa je tako Društvo prijatelja starina Hutovo u više navrata u Hutovskome gradu priredilo nastupe folklornih skupina.

### Nekropola sa stećcima na Crkvini
Lokalitet Crkvina nalazi se uz put koji vodi prema Popovu polju, prema Veljoj Međi. Nekropola koja je proglašena nacionalnim spomenikom Bosne i Hercegovine datira u vrijeme kasnog srednjeg vijeka i ranog osmanskog perioda (od 14. do kraja 15. stoljeća). Smještena je u starom napuštenom groblju, a površine je od oko 80 (u smjeru sjeveroistok-jugozapad) x 50 (u smjeru sjeverozapad-jugoistok) m, podijeljene lokalnim putem na dva dijela: sjeverni i južni. Ukupno je izbrojen 101 stećak, i to: 32 sanduka i 69 ploča.

### Kamena ploča s natpisom Radovca Vukanovića
Natpis dimenzija dužine 1,9 m, širine od 2 do 0,60 m, poznat još od 19. stoljeća nalazio se na prirodnoj stijeni u Novkovića klancu, uz zapadni rub polja Zablatka. Pisan je bosančicom i potvrdio je postojanje carine u Zablatku. Godine 1991. premješten je u dvorište crkve. Proglašen je nacionalnim spomenikom Bosne i Hercegovine.

### Zavičajna kuća i lapidarij
| Zavičajna kuća u Hutovu |  | Zavičajna kuća u Hutovu                      |
| Zavičajna kuća u Hutovu |  | Kapelica sv. Luke, sv. Ivana i Gospe Lurdske |

Gradnju je 1991. započeo tadašnji župnik don Ivica Puljić, a besplatno ju je projektirao projektant Stjepo Butier. Nakon Domovinskog rata Društvo starina "Hutovo" je dogradilo kuću te dovršilo projekt, velikim dijelom iz pomoć Vlade RH i iseljenika hutovske župe. Sama kuća nalazi se u dvorištu župne crkve. Pokrivena je kamenom pločom i namještena namještajem i stvarima karakterističnim za hercegovačke kuće u prošlosti. Raspolaže etnografskom zbirkom s više od 300 izložaka s hutovskog područja. Izložene su i mnogobrojne fotografije iz vremena kad je kroz Hutovo prolazio popularni Ćiro te nagrade filmskog redatelja Vlatka Filipovića rođenog u Hutovu. Na kući se nalaze ploče s imenima 201 žrtve Drugoga svjetskog rata i poraća te 22 žrtve Domovinskog rata iz hutovske župe. U lapidariju je izloženo tridesetak kamenih spomenika s područja Hutova, fosilni ostatci biljaka i životinja, rimski miljokaz iz 3. stoljeća, rimska stela, kamena ploča s natpisom Radovca Vukanovića, stećci, mletačke kugle za razbijanje zida, starinsko guvno i drugi kameni spomenici. U prostoru dvorišta nalazi se i crkvica posvećena sv. Luki, sv. Ivanu (zaštitniku Hutova) i Gospi Lurdskoj izgrađena 1907. U njenoj unutrašnjosti smještena je Lurdska špilja i kipovi spomenutih svetaca.

### Spomenik Ćiri
| Zgrada kolodvora |  | Zgrada kolodvora |
| Zgrada kolodvora |  | Spomenik Ćiri    |

Za vrijeme prometovanja željezničke pruge Gabela - Zelenika u Hutovu je bio važan kolodvor (u kojem je rođen redatelj i scenarist Vlatko Filipović). U početku su kolodvor činila dva kolosijeka koja su naknadno proširena trećim, a 1938. i četvrtim te vojna rampa uz slijepi kolosijek. Na prvom i drugom su kolosijeku postojali kanali za pregled lokomotiva. Postojala je i ložionica koja je 1938. prenamijenjena u robno skladište te stambeni prostor. Iz Hutova su prometovala dva lokalna vlaka: jedan za Čapljinu a drugi za Dubrovnik. Pruga je ukinuta 1976., a u sjećanje na nju, uz prometnicu u Hutovu nalazi se spomenik Ćiri.

### Sakralni objekti
- Crkva Krista Kralja, župna crkva
- Crkvica sv. Luke, sv. Ivana i Gospe Lurdske
- Križ na brdu Glavica, betonski križ visine 12 metara na brdu Glavica iznad župne crkve Krista Kralja na kojem se nalazi spomenik pastiricama hutovskoga kraja[17]

## Kultura
- HKUD Hutovo, osnovano početkom 2011. godine kao udruga koja se bavi proučavanjem i očuvanjem kulturne tradicije Hrvata južne Hercegovine.
- Ivanjski krijesovi - tradicijska manifestacija u organizaciji HKUD-a Hutovo koja se održava na platou crkve Krista Kralja uoči blagdana sv. Ivana Krstitelja.[18]

## Poznate osobe
- Stanislav Vukorep, novinar i publicist
- Vlatko Filipović, bosanskohercegovački redatelj, scenarist i sveučilišni profesor

### Članci
- Vidović, Domagoj. 2009. Gradačka toponimija. Folia onomastica Croatica. Zavod za lingvistička istraživanja HAZU. Zagreb.  (18): 171–221

## Vanjske poveznice
- Satelitska snimka  Arhivirana inačica izvorne stranice od 27. veljače 2014. (Wayback Machine)